# Žabokvica
Žabokvica är ett samhälle i Bosnien och Hercegovina.   Det ligger i entiteten Republika Srpska, i den östra delen av landet, 90 km öster om huvudstaden Sarajevo. Žabokvica ligger 471 meter över havet och antalet invånare är 272.
Terrängen runt Žabokvica är kuperad åt nordost, men åt sydväst är den bergig. Runt Žabokvica är det ganska tätbefolkat, med 104 invånare per kvadratkilometer.. Närmaste större samhälle är Abdulići, 11,0 km norr om Žabokvica. 
I omgivningarna runt Žabokvica växer i huvudsak lövfällande lövskog.